# 鄧拉普普萊斯 (加利福尼亞州)
鄧拉普普萊斯（英語：Dunlap Place）是位於美國加利福尼亞州門多西諾縣的一個非建制地區。該地的面積和人口皆未知。

## 地理
鄧拉普普萊斯的座標為38°51′14″N 123°25′55″W / 38.85389°N 123.43194°W，而該地的平均海拔高度為269米（即883英尺）。